# 4678 Ninian
4678 Ninian је астероид главног астероидног појаса са средњом удаљеношћу од Сунца која износи 2,264 астрономских јединица (АЈ).
Апсолутна магнитуда астероида је 14,0.